# Popis značajnijih crnogorskih filmskih i kazališnih stvaratelja
Popis značajnijih crnogorskih filmskih i kazališnih stvaratelja. Obuhvaća stvaratelje iz Crne Gore i crnogorskog podrijetla.
- Nikola Popović - jedan od najznačajnijih filmskih poducenata bivše SFRJ (spomenimo samo filmove "Sutjeska", "Ko to tamo peva", "Prije kiše", "Život je lijep", "Gluvi barut"...).
- Božidar-Bota Nikolić - filmski redatelj i snimatelj (najpoznatiji po filmu "Balkanski špijun").
- Živko Nikolić - filmski redatelj i scenarist (najpoznatiji po filmu "Ljepota poroka").
- Veljko Bulajić - legenda filmske režije i scenarija u bivšoj SFRJ (spomenimo filmski spektakl "Bitka na Neretvi").
- Branko Baletić - filmski redatelj, scenarist, producent i glumac (najpoznatiji po filmu "Balkan ekspres"). Dugogodisnji čelnik Avala filma, nakon cijeg mandata je ova ustanova došla pod stečaj.
- Jagoš Marković - jedan od trenutno najaktualnijih kazališnih redatelja u Srbiji i Crnoj Gori.
- Nikola Vukčević -  kazališni i perspektivan filmski redatelj (poznat po filmu "Pogled s Ajfelovog tornja"), član Odbora za film Crnogorske akademije nauka i umjetnosti (CANU).
- Žaga Mićunović - kazališni redatelj poznat po posve novom - pacificiranom "čitanju" Njegoševog "Gorskog vijenca" u istoimenoj kazališnoj predstavi koju je režirao.
- Blagota Eraković - kazališni redatelj i režiser u Crnogorskom narodnom pozorištu .
- Velimir Veljo Stojanović - prvi crnogorski filmski redatelj (poznat po filmu "Zle pare").
- Milo Đukanović - jedan od prvih crnogorskih filmskih i TV redatelja (poznat po filmu "Paja i Jare" te TV seriji "Kamiondžije"), također i uspješan scenarist.
- Radomir Šaranović - filmski redatelj i scenarist.
- Ratko Đurović - jedan od najznačajnijih filmskih scenarista bivše SFRJ.
- Borisav Pekić - osim što je bio uspješan književnik, bio je i uspješan filmski scenarist.
- Mirko Kovač - i on se kao i Pekić uspješno okušao i na filmu.
- Branimir Šćepanović - isto kao i za Kovača i Pekića.
- Milan Karadžić - poznati kazališni redatelj trivijalnih produkcija.
- Miodrag Karadžić - scenarist.
- Stevan Koprivica - značajan kazališni pisac i scenarist.
- Radivoje Lola Đukić - dramski pisac i satiričar.
- Vlado Radovich - značajan peruanski producent, redatelj i glumac, podrijetlom iz Morače u Crnoj Gori .
- Gojko Kastratović - crnogorski filmski redatelj,(poznat po filmovima "Bitka na Neretvi";"Mi nismo anđeli";"Kako je propao rokenrol"), osnivač Crnogorske kinoteke